# Dorfkirche Eichstädt (Oberkrämer)

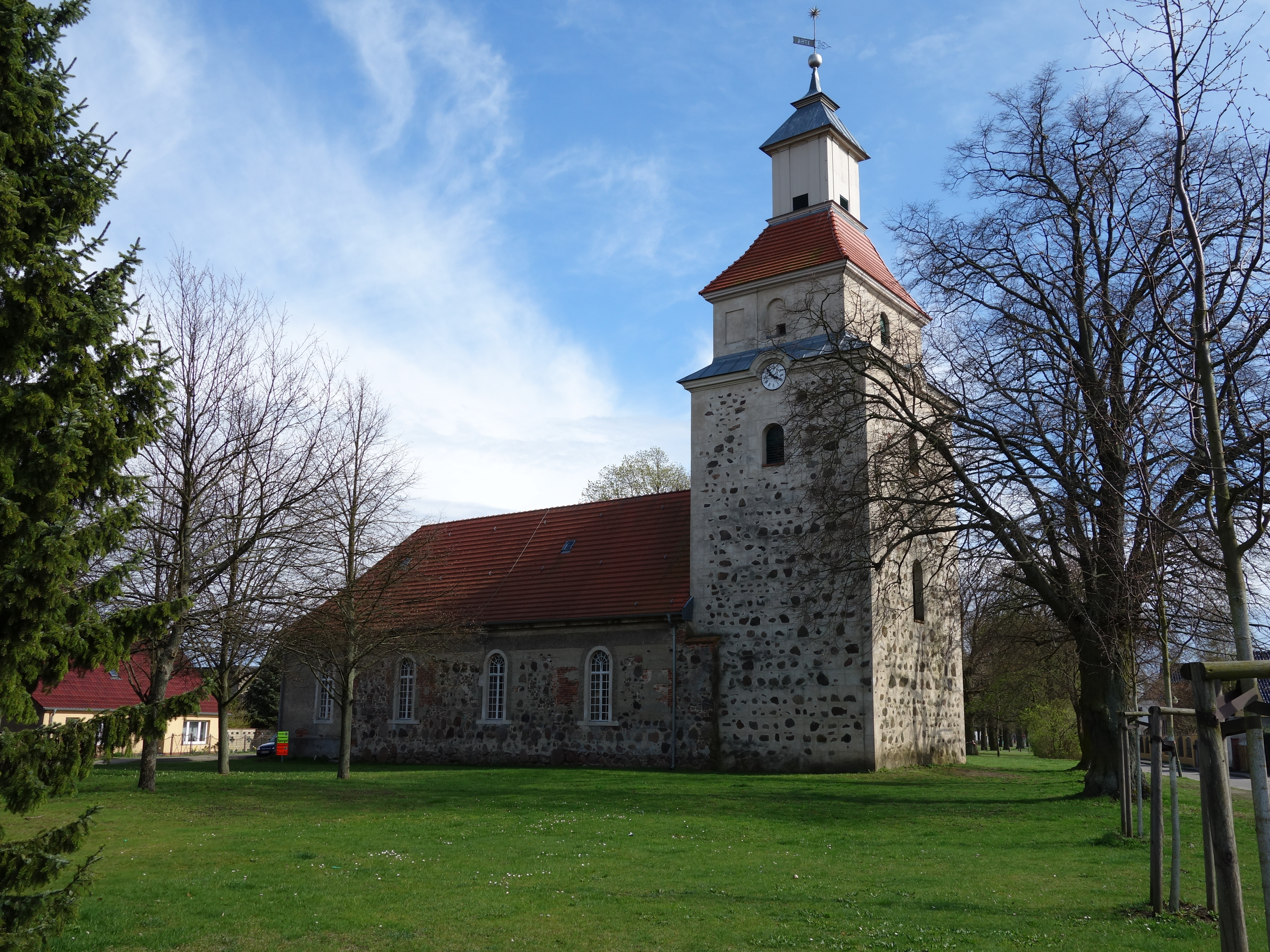
Nordwestansicht

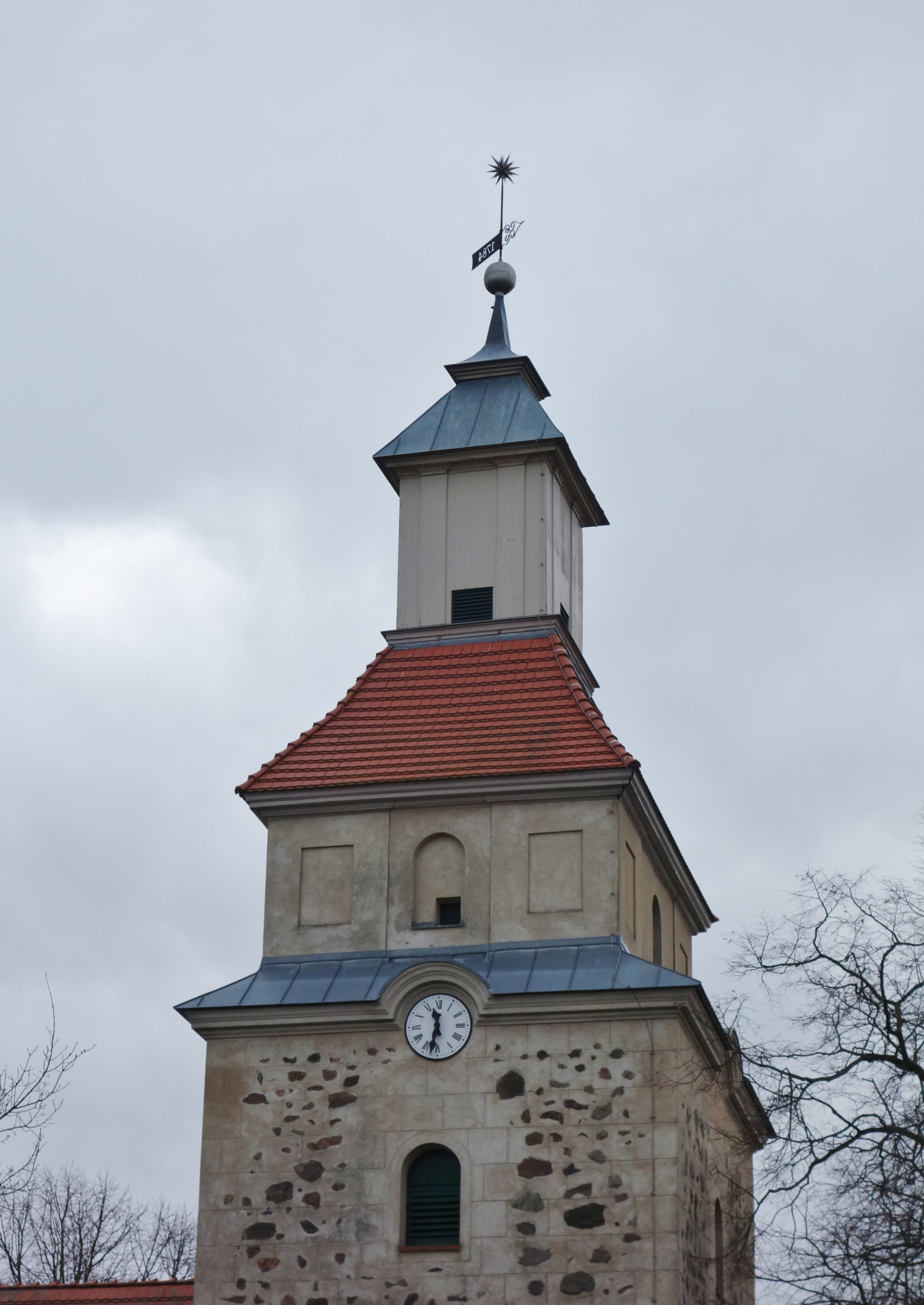
Turmaufsatz

Die Dorfkirche Eichstädt ist eine mittelalterliche Kirche im Ortsteil Eichstädt der Gemeinde Oberkrämer im Landkreis Oberhavel des deutschen Bundeslandes Brandenburg. Sie wird unter der Nummer 09165025 im Denkmalverzeichnis des Landes Brandenburg geführt.

## Architektur
Der rechteckige Feldsteinbau mit leicht eingezogenem Westturm stammt aus dem 14. Jh. Er hat kein Westportal, sondern eine spitzbogige Tür in höherer Blende auf der Südseite des Turms.
Die Kirche wurde 1784 mit hohen rundbogigen Öffnungen erneuert. Dabei wurde im Osten die Sakristei in der Flucht der Schiffswände eingebaut. Das Südportal mit einer Vorhalle versehen und der Turm mit einem Aufsatz mit verbretterter Laterne. Eine grundlegende Sanierung und Umbau zur Kultur- und Kinderkirche fand 2004/2005 statt.

## Innenraum
Die Saalkirche hat im Innenraum eine glatte Putzdecke. Ost- und Südanbau sind mit Emporen zum Kirchenraum geöffnet. Die Westempore stammt aus dem 17. Jh. Die schlichte Kanzel und das Gestühl stammen aus dem 18. Jh.